# Bói cá Marquises
Bói cá Marquises (Todiramphus godeffroyi) là một loài bói cá trong họ Alcedinidae. Nó là loài đặc hữu của Quần đảo Polynésie thuộc Pháp. Loài này đang bị đe dọa bởi mất môi trường sống cùng với việc nhiều loài chim săn mồi du nhập khiến chúng đang bị phân loại là loài cực kỳ nguy cấp, với số lượng cá thể hiện còn dưới 500 cá thể trong tự nhiên.

## Mô tả
Chúng là loài chỉ xuất hiện tại Quần đảo Marquises, sinh sống trong các khu rừng đất thấp nhiệt đới ẩm ướt, nơi nó thích thảm thực vật dày và ẩm dọc theo suối và thung lũng. Loài chim này cũng đã được quan sát trong các đồn điền dừa và trên các sườn dốc khô phủ đầy xoài.